# Dean Shiels
Dean Shiels (Magherafelt, 1 februari 1985) is een Noord-Iers profvoetballer die sinds 2017 onder contract staat bij FC Edmonton.

## Statistieken
| Seizoen         | Club             | Competitie       | Premiership | Premiership | Scottish Cup | Scottish Cup | League Cup | League Cup | Challenge Cup | Challenge Cup | Europa | Europa | Totaal | Totaal |
| Seizoen         | Club             | Competitie       | Wed.        | Dlp.        | Wed.         | Dlp.         | Wed.       | Dlp.       | Wed.          | Dlp.          | Wed.   | Dlp.   | Wed.   | Dlp.   |
| --------------- | ---------------- | ---------------- | ----------- | ----------- | ------------ | ------------ | ---------- | ---------- | ------------- | ------------- | ------ | ------ | ------ | ------ |
| 2005-2006       | Hibernian FC     | Premiership      | 16          | 2           | 0            | 0            | 0          | 0          | 0             | 0             | 0      | 0      | 16     | 2      |
| 2006-2007       | Hibernian FC     | Premiership      | 23          | 7           | 0            | 0            | 0          | 0          | 0             | 0             | 0      | 0      | 23     | 7      |
| 2007-2008       | Hibernian FC     | Premiership      | 22          | 7           | 0            | 0            | 0          | 0          | 0             | 0             | 0      | 0      | 22     | 7      |
| 2008-2009       | Hibernian FC     | Premiership      | 17          | 3           | 0            | 0            | 1          | 1          | 0             | 0             | 0      | 0      | 18     | 4      |
| 2008-2009       | Doncaster Rovers | The Championship | 12          | 1           | 0            | 0            | 0          | 0          | 0             | 0             | 0      | 0      | 12     | 1      |
| 2009-2010       | Doncaster Rovers | The Championship | 38          | 6           | 2            | 0            | 1          | 0          | 0             | 0             | 0      | 0      | 41     | 6      |
| 2010-2011       | Doncaster Rovers | The Championship | 32          | 3           | 1            | 0            | 1          | 0          | 0             | 0             | 0      | 0      | 34     | 3      |
| 2010-2011       | Kilmarnock       | Premiership      | 20          | 6           | 2            | 0            | 1          | 0          | 0             | 0             | 0      | 0      | 23     | 6      |
| 2011-2012       | Kilmarnock       | Premiership      | 15          | 7           | 2            | 0            | 2          | 0          | 0             | 0             | 0      | 0      | 19     | 7      |
| 2012-2013       | Rangers FC       | Second Div.      | 21          | 7           | 3            | 3            | 4          | 2          | 1             | 0             | 0      | 0      | 29     | 12     |
| 2013-2014       | Rangers FC       | League One       | 17          | 7           | 3            | 3            | 0          | 0          | 1             | 0             | 0      | 0      | 21     | 10     |
| 2014-2015       | Rangers FC       | Championship     | 3           | 0           | 0            | 0            | 0          | 0          | 1             | 0             | 0      | 0      | 4      | 0      |
| Carrière totaal | Carrière totaal  | Carrière totaal  | 236         | 56          | 13           | 6            | 10         | 3          | 3             | 0             | 0      | 0      | 262    | 65     |